# 572e Volksgrenadierdivisie
De 572e Volksgrenadierdivisie (Duits: 572. Volksgrenadier-Division) was een Duitse infanteriedivisie tijdens de Tweede Wereldoorlog. De divisie werd opgericht en alweer opgeheven voor de oprichting compleet en afgesloten was.

## Geschiedenis
De 572e Volksgrenadierdivisie werd opgericht op 25 augustus 1944 bij Thorn in West-Pruisen in Wehrkreis XX als onderdeel van de 32. Welle uit resten van de vernietigde 340e Infanteriedivisie (slecht 350 man). Echter, alvorens de oprichting afgesloten was, werd de divisie al op 4 september 1944 omgedoopt in de 340e Volksgrenadierdivisie (alhoewel deze divisie pas officieel op 15 september 1944 zijn nieuwe naam kreeg). 

## Commandanten
| Rang   | Naam              | Begin            | Eind             |
| ------ | ----------------- | ---------------- | ---------------- |
| Oberst | Theodor Tolsdorff | 1 september 1944 | 4 september 1944 |

## Samenstelling
- Grenadier-Regiment 1174
- Grenadier-Regiment 1175
- Grenadier-Regiment 1176
- Artillerie-Regiment 1572
- Divisie-eenheden 1572